# Alchornea perrieri
Alchornea perrieri är en törelväxtart som beskrevs av Jacques Désiré Leandri. Alchornea perrieri ingår i släktet Alchornea och familjen törelväxter.
Artens utbredningsområde är Madagaskar. Inga underarter finns listade i Catalogue of Life.